# Stara Cerkev
Stara Cerkev – wieś w Słowenii, w gminie Kočevje. W 2018 roku liczyła 286 mieszkańców.